# Јужноафрички ранд
Јужноафрички ранд је званична валута у Јужноафричкој Републици а користи се као споредна валута званично у Лесоту и Намибији и незванично у Свазиленду и Зимбабвеу. Скраћеница тј. симбол за ранд је R а међународни код ZAR. Ранд издаје Јужноафричка резервна банка. У 2010. години инфлација је износила 3,6%. Један ранд састоји се од 100 цента.
Уведен је 1961. као замена за јужноафричку фунту у односу 2 ранда за једну фунту.
Постоје новчанице у износима 10, 20, 50, 100 и 200 ранда и кованице у износима 5, 10, 20 и 50 центи као и 1, 2 и 5 ранда.